# Parc archéologique de Champaner-Pavagadh
Le parc archéologique de Champaner-Pavagadh est un vaste site archéologique indien largement inexcavé, situé dans l'État du Gujarat, à proximité de la ville de Baroda. Il est sur la liste du patrimoine mondial de l'UNESCO depuis 2004, inscrit lors de la 28е session du Comité du patrimoine mondial, qui s'était tenue à Suzhou.
Il comprend deux éléments:
- une ancienne capitale hindoue fortifiée située sur la colline de Pavadagh, surmontée d'un temple à Kalikamata, centre de pèlerinage hindouiste important.
- en contrebas se trouve l'ancienne capitale (au XVIe siècle) de la région du Gujarat — alors sultanat du Gujarat —, exemple de ville pré-moghole restée inchangée, construite par le sultan Mahmud Begada. Le site est notamment célèbre pour ses mosquées : Jami Masjid, Kevada Masjid, Nagina Masjid, Bawaman Masjid notamment.

Il comporte plusieurs autres vestiges très anciens, dont des fortifications, des palais, des édifices religieux, des demeures, des structures agricoles et des systèmes d'irrigation, datant pour la plupart d'entre les VIIIe et XIVe siècles. 

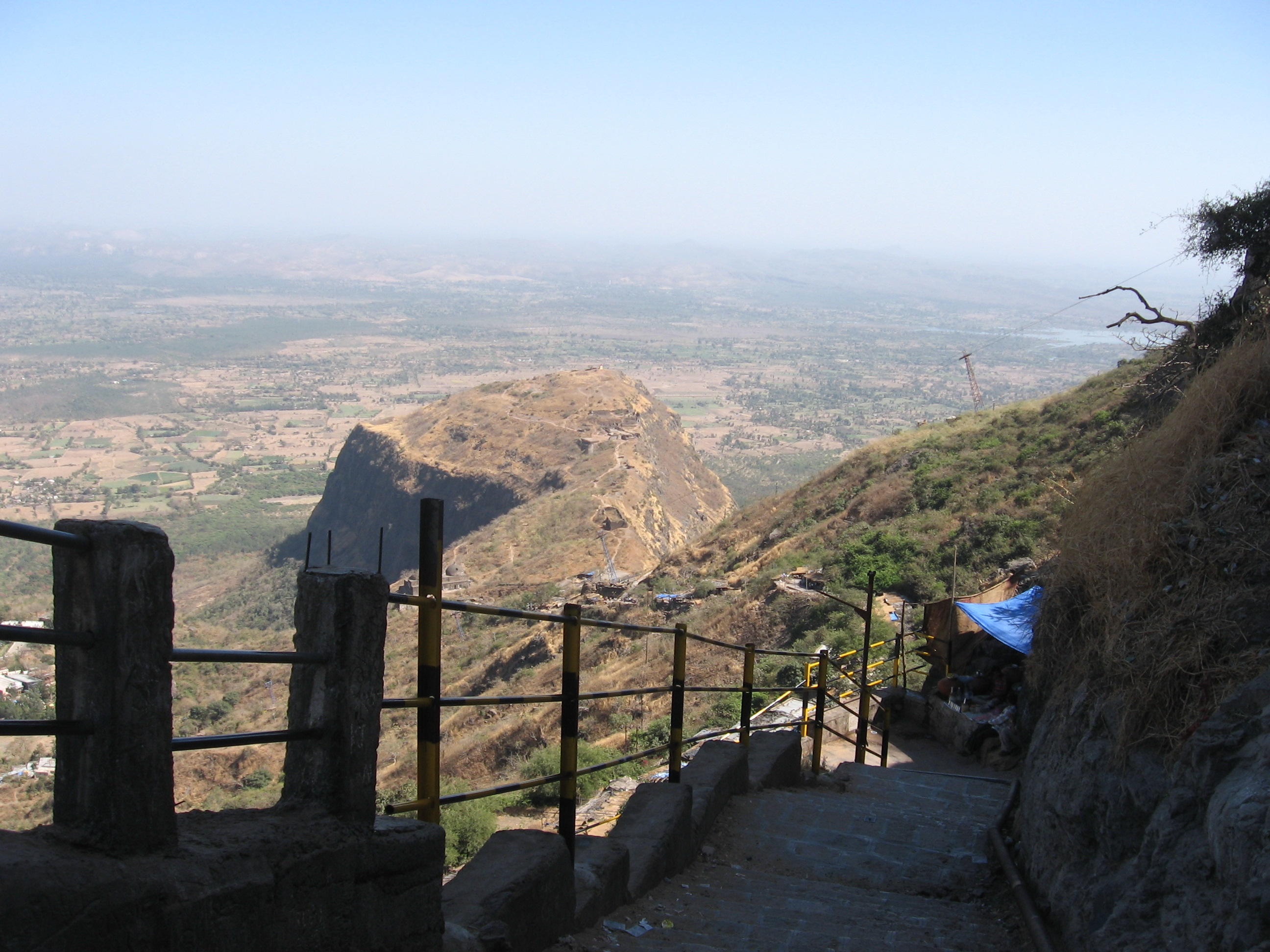
Vue partielle de la colline
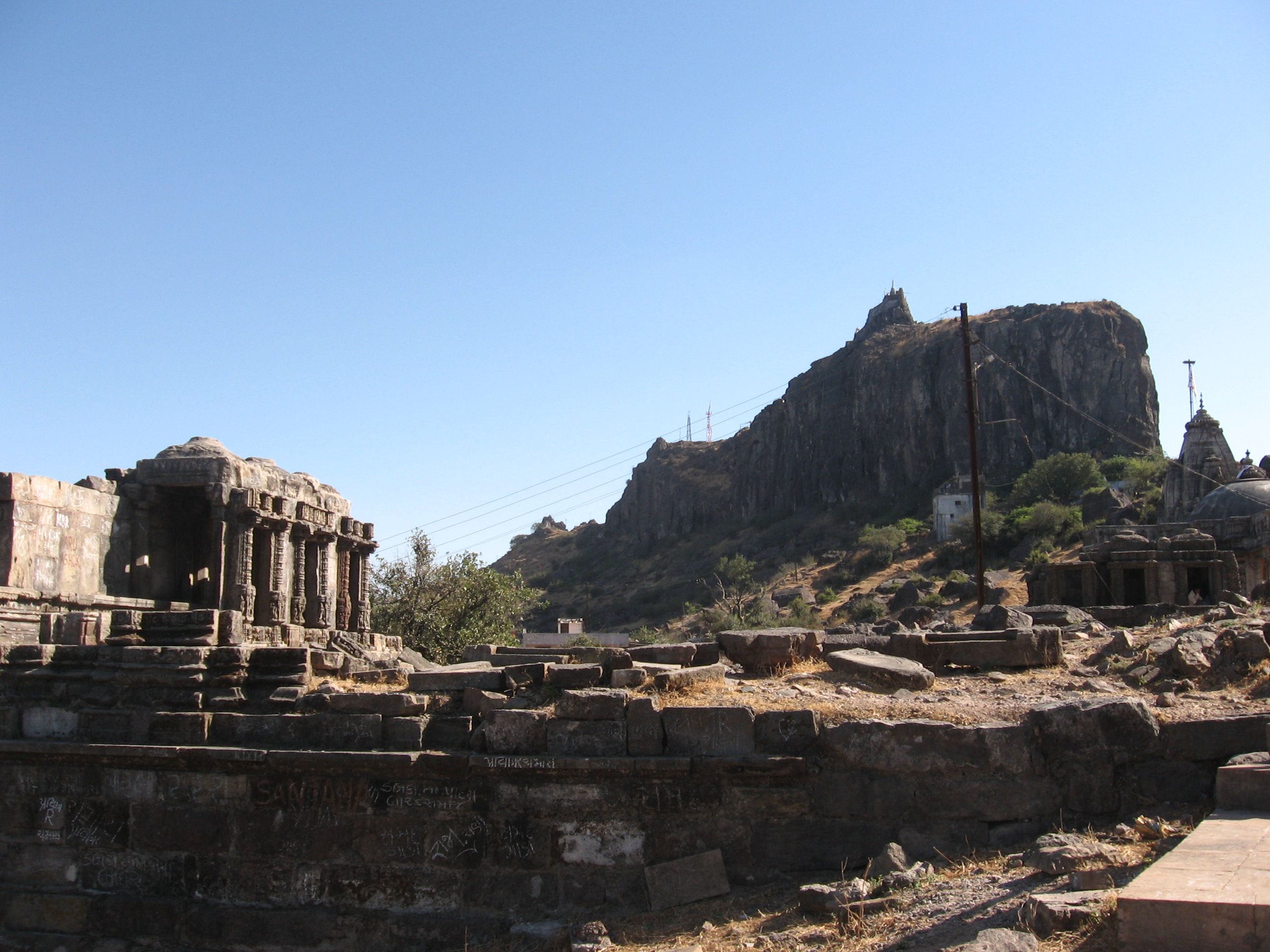
Ruines hindoues au pied du rocher du temple
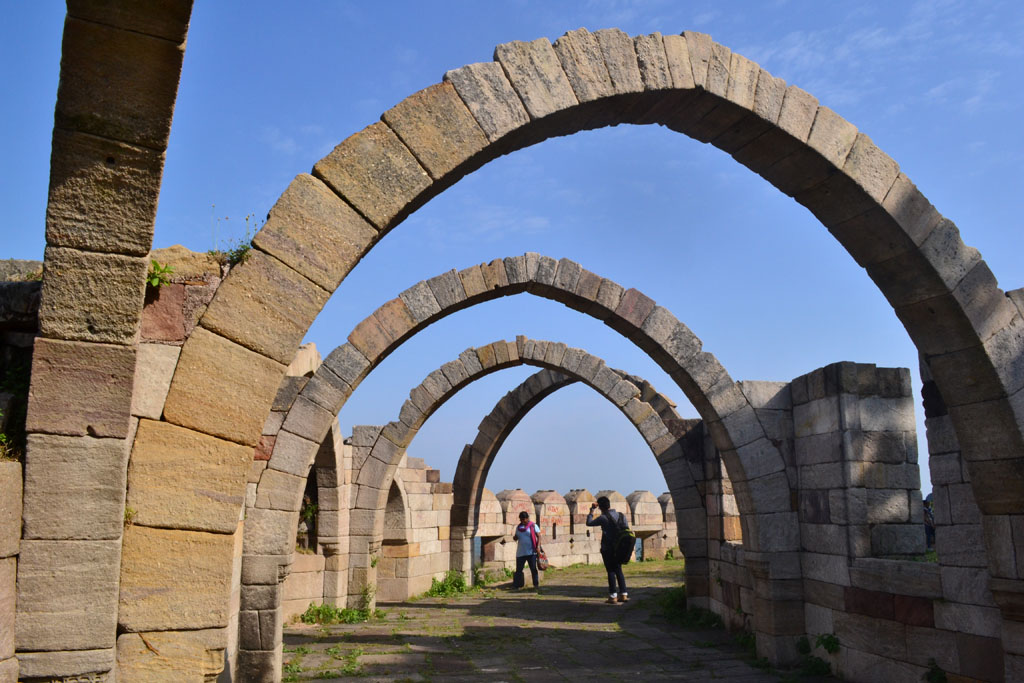
Les Sat Manzil ou Sat Kaman (« Sept arcs »), près des fortifications.
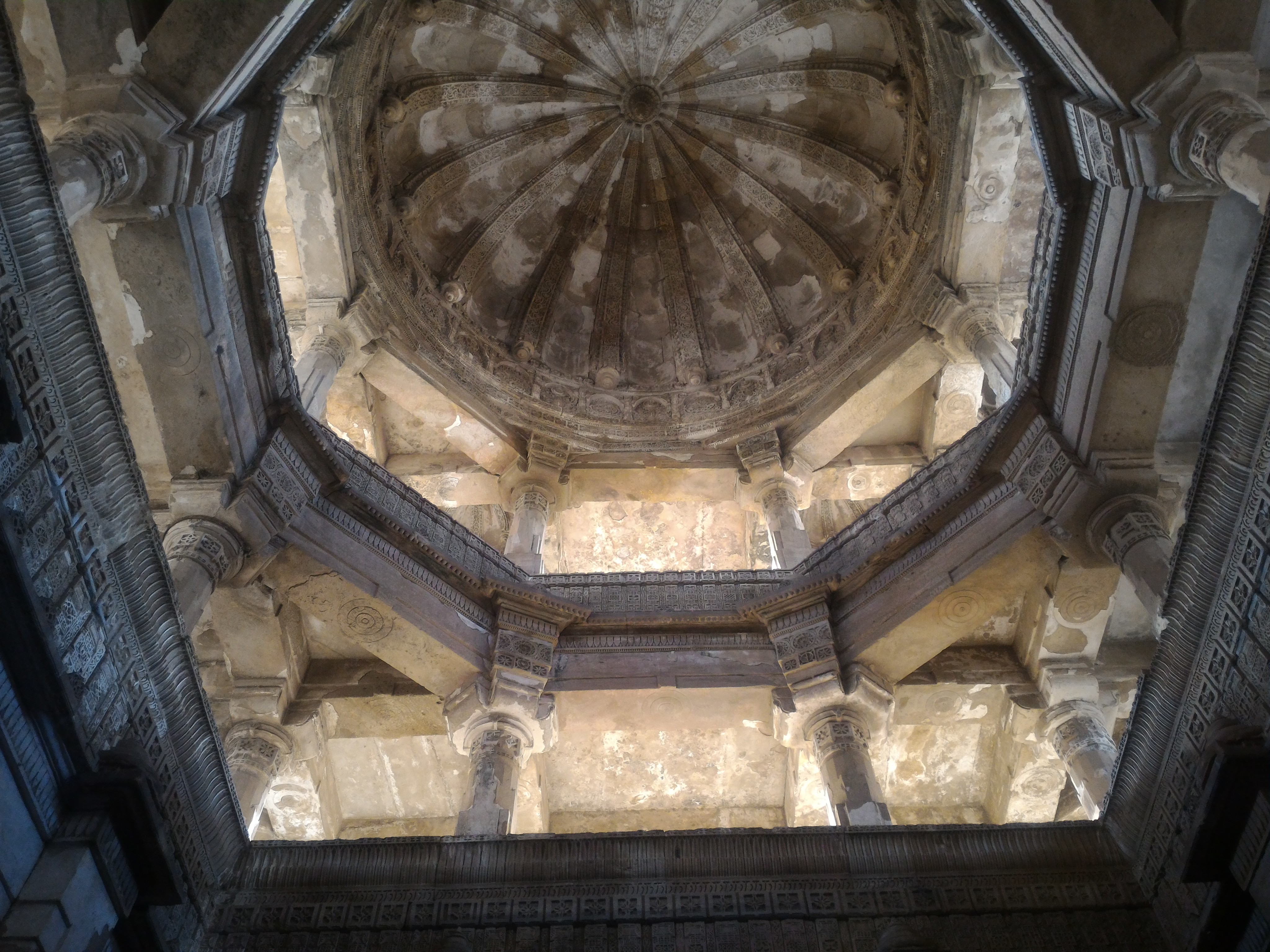
Vue intérieure sur un des dômes du Sahar ki Masjid.
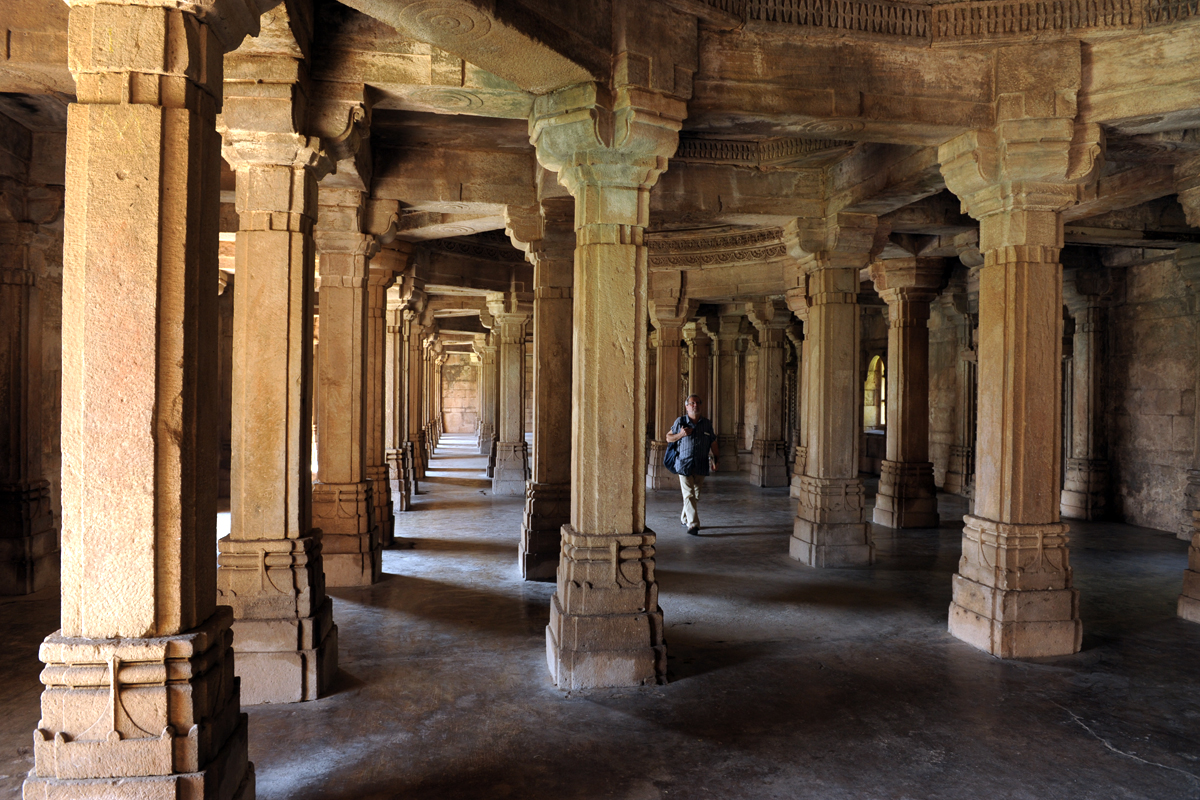
Colonnade au Sahar ki Masjid.
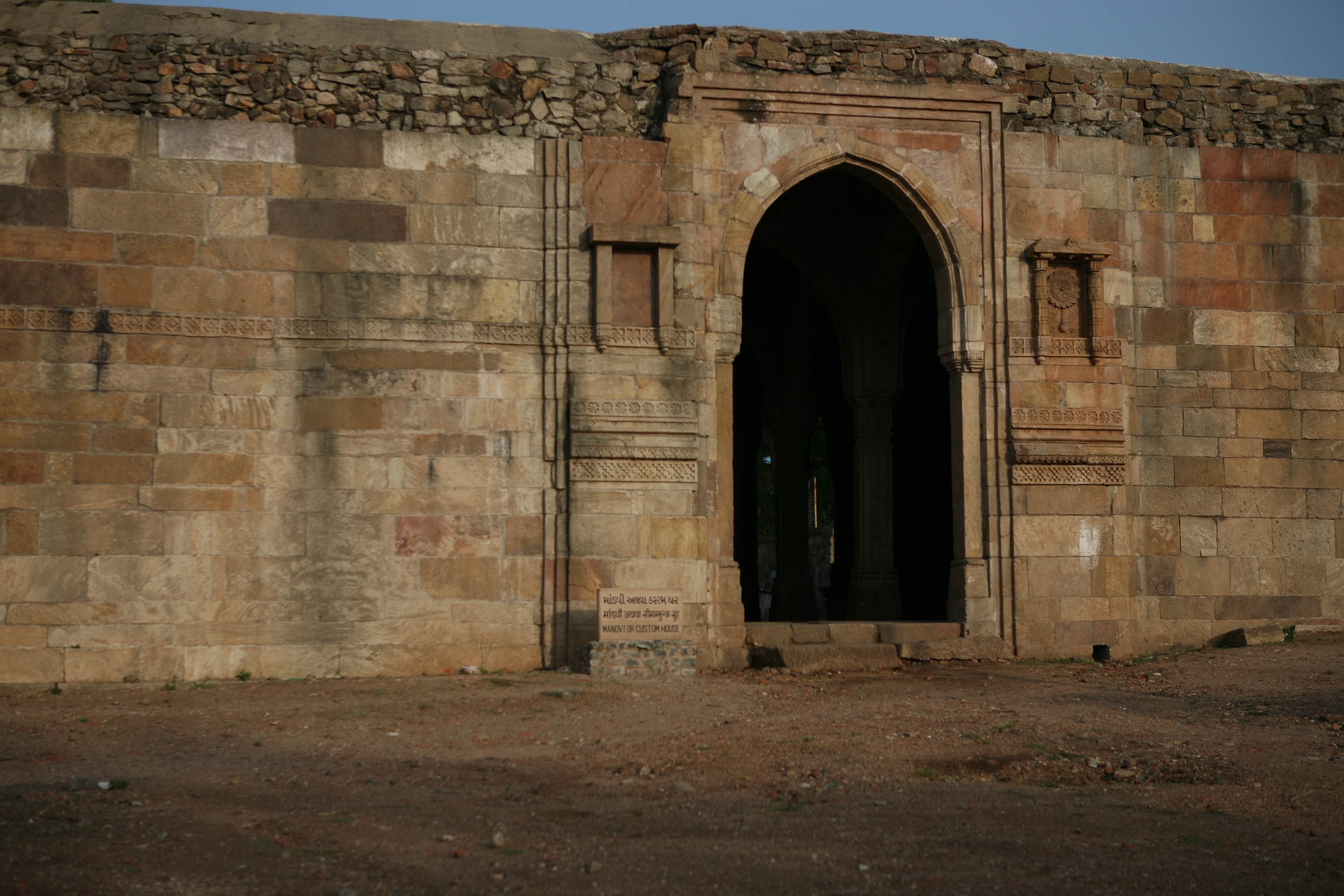
Entrée du Mandvi ou douane de Champaner.
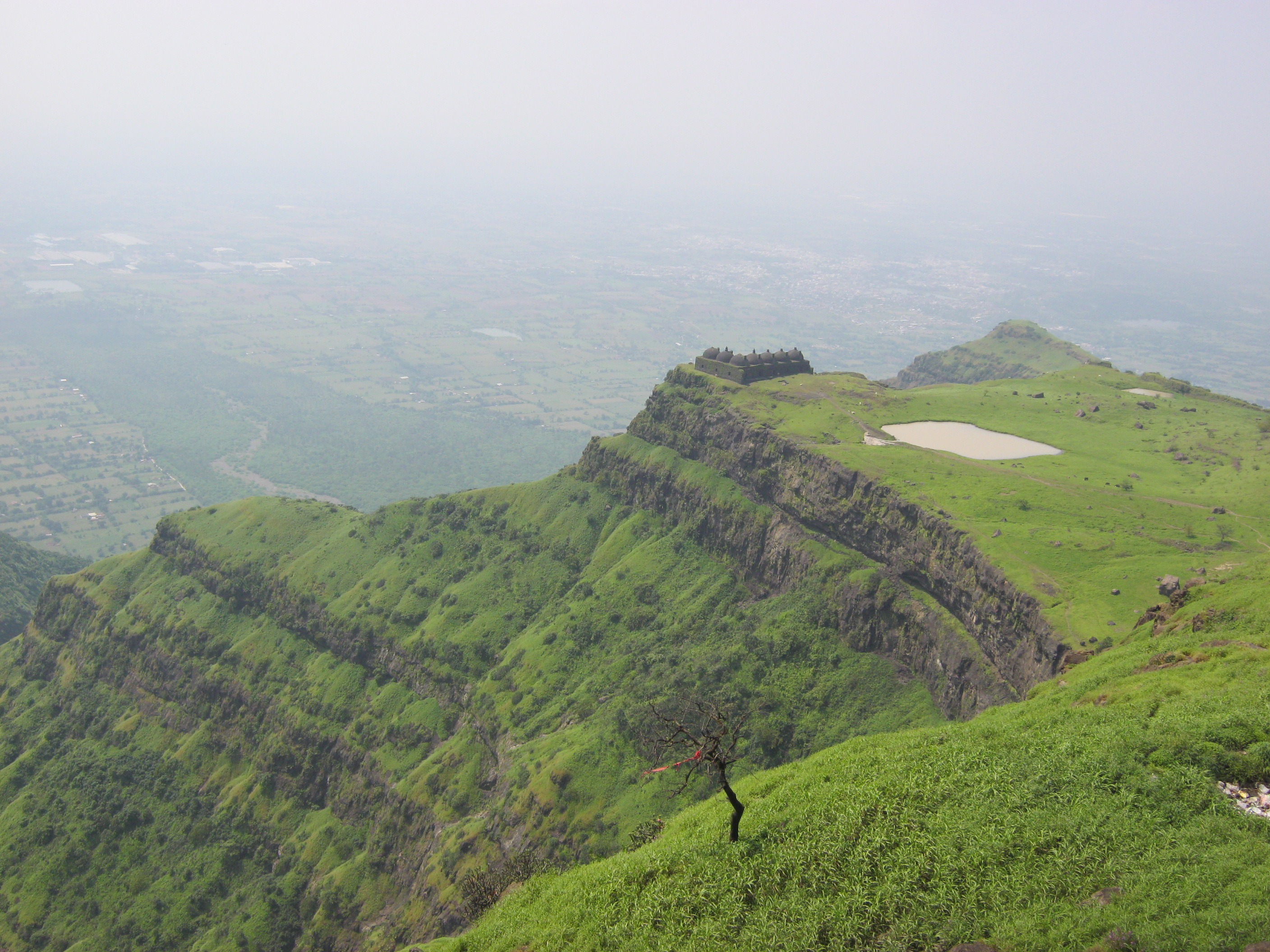
Vue depuis la colline de Pavagadh, pendant la mousson.
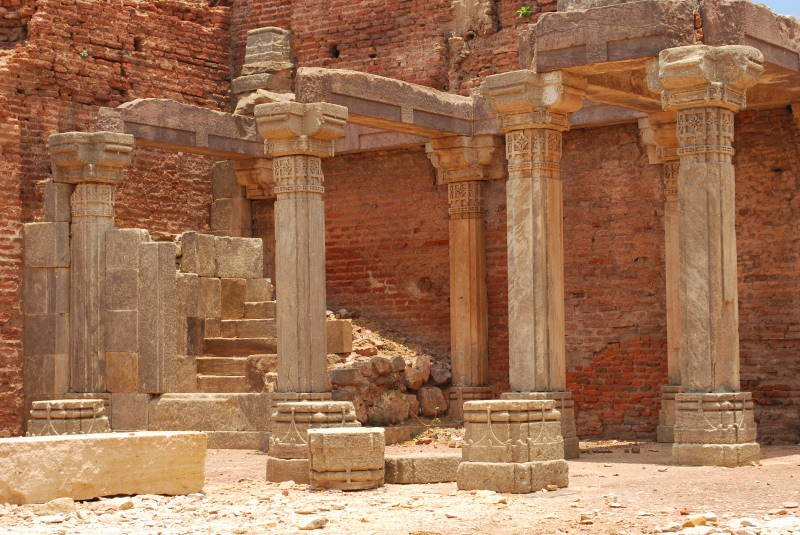
Un bâtiment en ruine à Champaner.